# Michaël Goossens
Michael Henri Goossens (Ougrée, 30 novembre 1973) è un ex calciatore belga.

## Carriera sportiva

### Club
Cresciuto nel Tilleur di Liegi, nel 1990 passa allo Standard Liegi, in cui milita sette stagioni.
Nel settembre 1996 si trasferisce in Italia per giocare nel Genoa, in serie B, andando a segno 12 volte in 36 presenze.
Dopo l'esperienza italiana viene ceduto ai tedeschi del Schalke 04, ma a causa di numerosi infortuni non riesce mai a giocare con continuità. Faceva parte della generazione dei "tre moschettieri" dello Standard Liegi, con Philippe Léonard e Régis Genaux; è inoltre stato compagno, negli stessi anni, di Roberto Bisconti. Nella stagione 1997/1998 affrontò l'Inter, futura vincitrice di quella edizione, nei quarti di finale di Coppa Uefa: entrato a pochi minuti dalla fine, sigla immediatamente la rete dell'1-0, che pareggia i conti col risultato dell'andata; rete resa inutile, nel primo tempo supplementare, dal pareggio di Taribo West.

### Nazionale
Debuttò in nazionale nel 1993 nella partita Cipro - Belgio, terminata con il punteggio di 0-3 in favore degli ospiti. Fu molto sfortunato perché non riuscì mai a partecipare né a una fase finale dei mondiali né a quella degli Europei, dopo aver disputato 18 gare nelle fasi di qualificazione ai tornei; a causa di un infortunio non poté partecipare agli Europei del 2000, organizzati proprio dal Belgio.

## Statistiche

### Cronologia presenze e reti in nazionale
| Cronologia completa delle presenze e delle reti in nazionale ― Belgio | Cronologia completa delle presenze e delle reti in nazionale ― Belgio | Cronologia completa delle presenze e delle reti in nazionale ― Belgio | Cronologia completa delle presenze e delle reti in nazionale ― Belgio | Cronologia completa delle presenze e delle reti in nazionale ― Belgio | Cronologia completa delle presenze e delle reti in nazionale ― Belgio | Cronologia completa delle presenze e delle reti in nazionale ― Belgio | Cronologia completa delle presenze e delle reti in nazionale ― Belgio |
| Data                                                                  | Città                                                                 | In casa                                                               | Risultato                                                             | Ospiti                                                                | Competizione                                                          | Reti                                                                  | Note                                                                  |
| --------------------------------------------------------------------- | --------------------------------------------------------------------- | --------------------------------------------------------------------- | --------------------------------------------------------------------- | --------------------------------------------------------------------- | --------------------------------------------------------------------- | --------------------------------------------------------------------- | --------------------------------------------------------------------- |
| 13-2-1993                                                             | Nicosia                                                               | Cipro                                                                 | 0 – 3                                                                 | Belgio                                                                | Qual. Mondiali 1994                                                   | -                                                                     | 89’                                                                   |
| 22-4-1995                                                             | Molenbeek-Saint-Jean                                                  | Belgio                                                                | 1 – 0                                                                 | Stati Uniti                                                           | Amichevole                                                            | -                                                                     | 46’                                                                   |
| 26-4-1995                                                             | Bruxelles                                                             | Belgio                                                                | 2 – 0                                                                 | Cipro                                                                 | Qual. Euro 1996                                                       | -                                                                     | 81’                                                                   |
| 23-8-1995                                                             | Bruxelles                                                             | Belgio                                                                | 1 – 2                                                                 | Germania                                                              | Amichevole                                                            | 1                                                                     |                                                                       |
| 7-10-1995                                                             | Erevan                                                                | Armenia                                                               | 0 – 2                                                                 | Belgio                                                                | Qual. Euro 1996                                                       | -                                                                     | 61’                                                                   |
| 15-11-1995                                                            | Limassol                                                              | Cipro                                                                 | 1 – 1                                                                 | Belgio                                                                | Qual. Euro 1996                                                       | -                                                                     | 46’                                                                   |
| 27-3-1996                                                             | Bruxelles                                                             | Belgio                                                                | 0 – 2                                                                 | Francia                                                               | Amichevole                                                            | -                                                                     | 46’                                                                   |
| 29-10-1997                                                            | Dublino                                                               | Irlanda                                                               | 1 – 1                                                                 | Belgio                                                                | Qual. Mondiali 1998                                                   | -                                                                     | 87’                                                                   |
| 15-11-1997                                                            | Bruxelles                                                             | Belgio                                                                | 2 – 1                                                                 | Irlanda                                                               | Qual. Mondiali 1998                                                   | -                                                                     | 89’                                                                   |
| 22-4-1998                                                             | Bruxelles                                                             | Belgio                                                                | 1 – 1                                                                 | Romania                                                               | Amichevole                                                            | -                                                                     | 69’                                                                   |
| 29-5-1998                                                             | Casablanca                                                            | Belgio                                                                | 0 – 0 (4 - 3 dtr)                                                     | Inghilterra                                                           | Trofeo di calcio Hassan II 1998                                       | -                                                                     | 46’                                                                   |
| 23-2-2000                                                             | Charleroi                                                             | Belgio                                                                | 1 – 1                                                                 | Portogallo                                                            | Amichevole                                                            | -                                                                     | 46’                                                                   |
| 29-3-2000                                                             | Bruxelles                                                             | Belgio                                                                | 2 – 2                                                                 | Paesi Bassi                                                           | Amichevole                                                            | -                                                                     | 85’                                                                   |
| 7-10-2000                                                             | Riga                                                                  | Lettonia                                                              | 0 – 4                                                                 | Belgio                                                                | Qual. Mondiali 2002                                                   | -                                                                     | 88’                                                                   |
| Totale                                                                |                                                                       | Presenze                                                              | 14                                                                    |                                                                       | Reti                                                                  | 1                                                                     |                                                                       |

## Palmarès

### Club

#### Competizioni nazionali
- Coppa del Belgio: 1

Standard Liegi: 1992-1993
- Campionato austriaco: 1

Grazer AK: 2003-2004
- Coppa d'Austria: 1

Grazer AK: 2003-2004